# Daniel Güiza
Daniel González Güiza (ur. 17 sierpnia 1980 w Jerez de la Frontera) – piłkarz hiszpański grający na pozycji napastnika.

## Kariera klubowa
Güiza jest wychowankiem klubu Xerez CD wywodzącego się z jego rodzinnego andaluzyjskiego miasta Jerez de la Frontera. W jego barwach zadebiutował w 1998 roku w Segunda División B (odpowiednik 3. ligi). Po roku gry został wykupiony przez pierwszoligowy RCD Mallorca, ale nie mając szans na grę w składzie został wypożyczony do Dos Hermanas CF z Segunda B. Dla tego zespołu zdobył 9 bramek, co zimą 2000 poskutkowało powrotem do Mallorki. 2 kwietnia zadebiutował w La Liga w przegranym 1:3 spotkaniu z Espanyolem Barcelona. Był to jednak jego jedyny mecz w lidze, a w sezonie 2000/2001 zagrał zaledwie pięciokrotnie i zdobył przy tym jedną bramkę (w kwietniowym, zremisowanym 2:2 meczu z Villarrealem). Z RCD zajął 3. miejsce w lidze. W sezonie 2001/2002 został odesłany do rezerw, a w 2002/2003 rozegrał jesienią zaledwie jeden mecz i na rundę wiosenną trafił do Recreativo Huelva, z którym spadł z ligi.
Latem 2003 Güiza przeszedł do Ciudad de Murcia, grającego w Segunda División. Tam osiągnął wysoką formę i w pierwszym sezonie gry zdobył 16 bramek będąc najskuteczniejszym graczem zespołu i pomagając w utrzymaniu. Podobnie było w sezonie 2004/2005, gdy dla Ciudad de Murcia strzelił 21 goli i zespół znów znalazł się tuż nad strefą spadkową.
Wyczyny Güizy nie przeszły niezauważone przez trenera Getafe CF, Bernda Schustera i latem 2005 za 800 tysięcy euro zawodnik przeszedł do tego klubu. W jego barwach zadebiutował 28 kwietnia w zwycięskim 2:0 meczu z Espanyolem. Spisywał się na tyle udanie, że wraz z Rikim i Serbem Veljko Paunoviciem stanowił o sile zespołu. Zdobył 9 bramek (drugi po Paunoviciu strzelec drużyny) i przyczynił się do zajęcia przez Getafe wysokiego 9. miejsca w lidze. Natomiast w sezonie 2006/2007 spisywał się jeszcze lepiej. Strzelił 11 goli, w tym takim zespołom jak FC Barcelona, Valencia CF, Real Madryt czy Real Betis i ponownie poprowadził Getafe do 9. pozycji w La Liga.
Latem 2007 Güiza ponownie został zawodnikiem RCD Mallorca. Zdobywając 27 goli w sezonie 2007/2008 został królem strzelców Primera División, pierwszym w historii w barwach Mallorki. W sezonie 2008/2009 za ponad 17 milionów euro przeszedł do tureckiego Fenerbahçe SK. W sierpniu 2011 zawodnik ponownie wrócił do Getafe CF. Tam nie mógł sobie wywalczyć miejsca w podstawowym składzie, więc w 2013 roku przeniósł się do paragwajskiego Cerro Porteño.
| Sezon   | Klub              | Kraj      | Rozgrywki                            | Mecze | Bramki |
| ------- | ----------------- | --------- | ------------------------------------ | ----- | ------ |
| 1998/99 | Xerez CD          | Hiszpania | Segunda División B                   | 16    | 1      |
| 1999/00 | Dos Hermanas      | Hiszpania | Segunda División B                   | 18    | 9      |
| 1999/00 | RCD Mallorca      | Hiszpania | Primera División                     | 1     | 0      |
| 1999/00 | Mallorca B        | Hiszpania | Segunda División                     | 17    | 10     |
| 2000/01 | RCD Mallorca      | Hiszpania | Primera División                     | 5     | 1      |
| 2000/01 | Mallorca B        | Hiszpania | Segunda División B                   | 28    | 9      |
| 2001/02 | Mallorca B        | Hiszpania | Segunda División B                   | 25    | 9      |
| 2002/03 | RCD Mallorca      | Hiszpania | Primera División                     | 1     | 0      |
| 2002/03 | Recreativo Huelva | Hiszpania | Primera División                     | 4     | 0      |
| 2003/04 | Ciudad de Murcia  | Hiszpania | Segunda División                     | 40    | 16     |
| 2004/05 | Ciudad de Murcia  | Hiszpania | Segunda División                     | 41    | 21     |
| 2005/06 | Getafe CF         | Hiszpania | Primera División                     | 32    | 9      |
| 2006/07 | Getafe CF         | Hiszpania | Primera División                     | 29    | 11     |
| 2007/08 | RCD Mallorca      | Hiszpania | Primera División                     | 37    | 27     |
| 2008/09 | Fenerbahçe SK     | Turcja    | Turecka Superliga                    | 32    | 11     |
| 2009/10 | Fenerbahçe SK     | Turcja    | Turecka Superliga                    | 27    | 11     |
| 2010/11 | Fenerbahçe SK     | Turcja    | Turecka Superliga                    | 3     | 1      |
| 2011/12 | Getafe CF         | Hiszpania | Primera División                     | 32    | 3      |
| 2012/13 | Getafe CF         | Hiszpania | Primera División                     | 0     | 0      |
| 2012/13 | Darul Takzim      | Turcja    | Turecka Superliga                    | 13    | 8      |
| 2013    | Cerro Porteño     | Paragwaj  | Primera división paraguaya           | 12    | 3      |
| 2014    | Cerro Porteño     | Paragwaj  | Primera división paraguaya           | 32    | 13     |
| 2015    | Cerro Porteño     | Paragwaj  | Primera división paraguaya           | 2     | 0      |
| 2015/16 | Cádiz CF          | Hiszpania | Segunda División B                   | 29    | 12     |
| 2016/17 | Cádiz CF          | Hiszpania | Segunda División                     | 12    | 2      |
|         |                   |           | Łącznie w Primera División           | 341   | 131    |
|         |                   |           | Łącznie w Segunda División           | 41    | 14     |
|         |                   |           | Łącznie w Turecka Superliga          | 75    | 31     |
|         |                   |           | Łącznie w Primera división paraguaya | 46    | 16     |

## Kariera reprezentacyjna
W reprezentacji Hiszpanii Güiza zadebiutował 21 listopada 2007 roku w wygranym 1:0 spotkaniu z Irlandią Północną. W 2008 roku został powołany przez Luisa Aragonésa do kadry na Euro 2008. Na mistrzostwach Güiza strzelił dwie bramki - w meczu z Grecją w fazie grupowej i w pojedynku przeciwko Rosji w półfinale.